# Массанга Яна Габріелівна
Габріелла Массанга (нар. 24 жовтня 1983, м. Київ, Україна) — українська телеведуча, та автор програми на ютуб "Шоу Массанги"

## Життєпис
Закінчила Київський національний університет культури і мистецтв (2005). Найперші її вчителі — рідні дідусь із бабусею, які мешкають на Черкащині.
Співпрацювала з модельними агенціями «Подіум» і «Лінія 12».
Працювала:
- виконавчою директоркою модельного агентства Black Star (2006);
- арт директоркою клубу Disco Radio Hall (2007);
- у поп-групі «Тріші» (2007);
- ведучою прогнозу погоди на «5 каналі»;
- з радіо «Голос столиці» (2017)[2].

З 2013 року веде авторські шоу на «5 каналі» «Мамина школа» та «Сімейні зустрічі».
З квітня 2019 року прогноз погоди від Габріелли Массанги лунає в ефірі Українського радіо.
Фільмографія: 
- «Червона перлина кохання»,
- «Діва ночі»,
- «Нахаба»,
- «Лист очікування».

З січня 2022 року почала вести свій ютуб-канал під назвою "Габріелла Массанга", та вести своє шоу "Шоу Массанги"

## Нагороди та відзнаки
- переможниця премії «Жінка 3 тисячоліття» в категорії «Рейтинг» (2018)[3].